# Анисимов, Владимир Михайлович
Влади́мир Миха́йлович Ани́симов (8 марта 1956 — 19 июня 2014) — советский и российский легкоатлет, специалист по бегу на длинные дистанции, кроссу и марафону. Выступал в 1975—1997 годах, серебряный призёр чемпионата СССР, многократный победитель пробега «Пушкин — Ленинград», победитель марафона «Дорога жизни», участник чемпионата мира по кроссу в Мадриде. Мастер спорта СССР. Представлял Ленинград, спортивное общество «Труд» и санкт-петербургский спортивный клуб «Ижорец». Тренер по лёгкой атлетике.

## Биография
Владимир Анисимов родился 8 марта 1956 года. Занимался лёгкой атлетикой в городе Колпино, выступал за Ленинград и добровольное спортивное общество «Труд».
Впервые заявил о себе на международном уровне в сезоне 1975 года, когда вошёл в состав советской сборной и выступил на юниорском европейском первенстве в Афинах — в программе бега на 3000 метров благополучно преодолел предварительный квалификационный этап, но в финале сошёл с дистанции.
В 1979 году в беге на 5000 метров на VII летней Спартакиаде народов СССР в Москве установил личный рекорд — 13:36.80, тогда как на Мемориале братьев Знаменских в Каунасе выиграл серебряную медаль.
В 1980 году в дисциплине 5000 метров стал серебряным призёром на Мемориале Знаменских в Москве, в дисциплине 10 000 метров занял четвёртое место на чемпионате СССР в Донецке. Кроме того, превзошёл всех соперников в 30-километровом пробеге «Пушкин — Ленинград», установив личный рекорд на данной дистанции — 1:33:07.
В 1981 году выиграл серебряную медаль в дисциплине 8 км на чемпионате СССР по кроссу в Кисловодске. В составе советской сборной стартовал на чемпионате мира по кроссу в Мадриде — занял 88-е место в личном зачёте и вместе с соотечественниками расположился на десятой строке мужского командного зачёта. Также в этом сезоне с личным рекордом 28:28.6 финишировал четвёртым в беге на 10 000 метров на соревнованиях в Сочи, был шестым в беге на 5000 метров на Мемориале Знаменских в Ленинграде, показал седьмой результат в дисциплине 10 000 метров на чемпионате СССР в Москве.
В 1982 году на дистанции 10 000 метров стал седьмым на чемпионате СССР в Киеве, на дистанции 5000 метров был седьмым на Мемориале Владимира Куца в Подольске.
В 1983 году вновь выиграл пробег «Пушкин — Ленинград».
В 1984 году выиграл бег на 5000 метров на домашних соревнованиях в Ленинграде, занял четвёртое место в беге на 10 000 метров на чемпионате СССР в Донецке.
В 1986 году с результатом 2:21:59 выиграл международный зимний марафон «Дорога жизни».
После распада Советского Союза в 1990-х годах Владимир Анисимов ещё некоторое выступал на различных шоссейных коммерческих стартах по всему миру. Так, в 1996 году он финишировал восьмым на марафоне Ocean State в Уоррике и десятым на Мемфисском марафоне.
В 1997 году стал седьмым на полумарафоне в Нанте и на марафоне в Остине, в обоих случаях установив личные рекорды — 1:10:32 и 2:21:16 соответственно.
Впоследствии занимал должность старшего тренера по лёгкой атлетике в спортивном клубе «Ижорец».
Умер после продолжительной болезни (рак) 19 июня 2014 года в возрасте 58 лет. Похоронен на Колпинском кладбище.
С 2015 года в Колпино проводится традиционный Легкоатлетический пробег, посвящённый памяти В. М. Анисимова.